# Achim Sommer

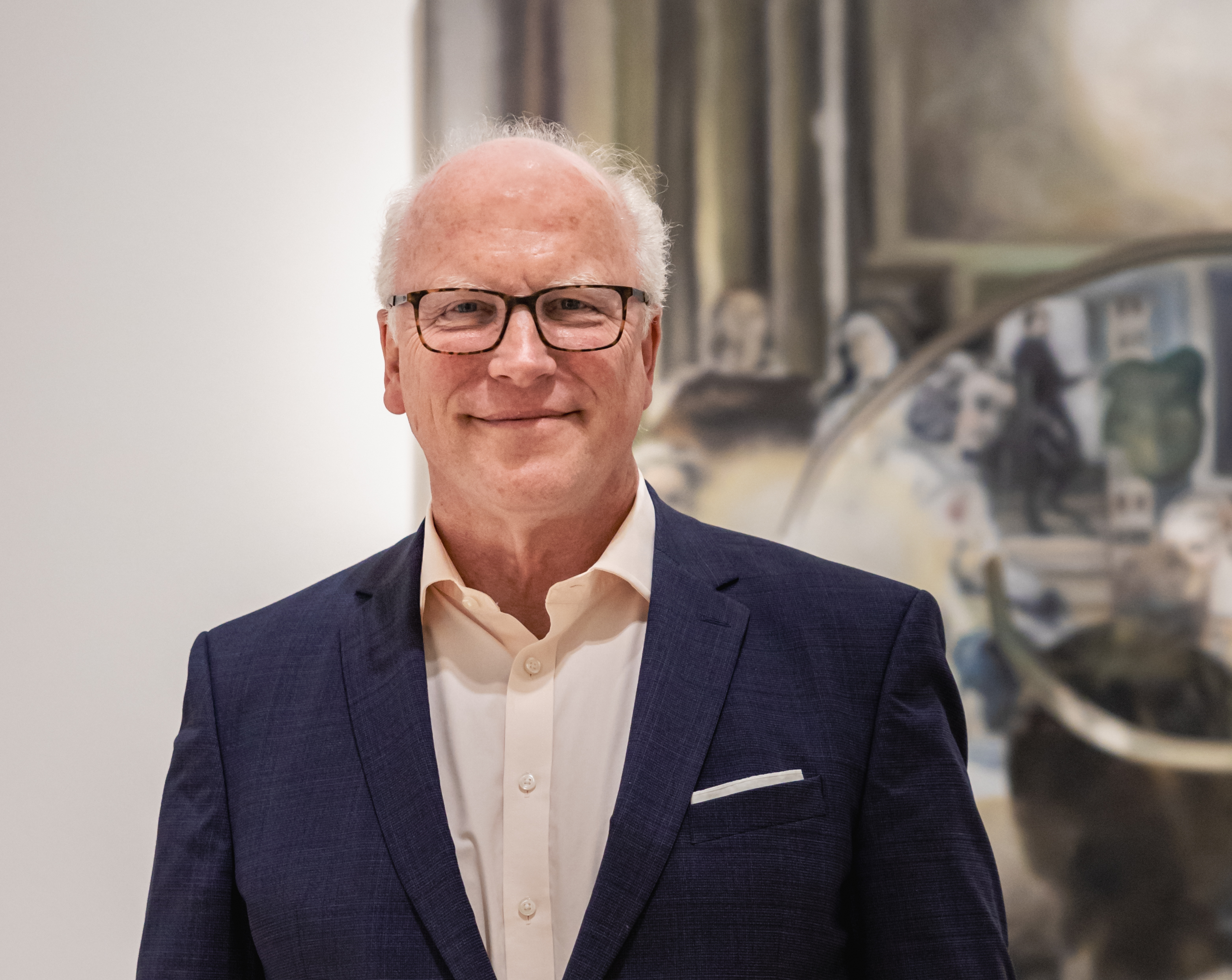
Achim Sommer 2022

Achim Sommer (geboren 1956 in Kassel) ist ein deutscher Kunsthistoriker und Kurator. Er war vom 1. Mai 2006 bis zum 31. August 2022 Direktor des Max Ernst Museums Brühl des LVR in Brühl.

## Leben und Beruf
Achim Sommer wurde in Kassel geboren und studierte Kunstgeschichte, Romanistik/Französisch und Klassische Archäologie an den Universitäten in Göttingen und Bonn. 1991 erfolgte seine Promotion bei Eduard Trier über den deutschen Maler Curth Georg Becker, danach absolvierte er bis 1994 ein wissenschaftliches Volontariat unter Katharina Schmidt, Klaus Schrenk und Dieter Ronte am Kunstmuseum Bonn. In der Folge übernahm er als Freiberufler die wissenschaftliche Betreuung der Sammlung des Unternehmers und Sammlers Hans Grothe. 1995 begann er als wissenschaftlicher Mitarbeiter der Kunsthalle in Emden und wurde 1996 deren wissenschaftlicher Leiter bis 2006. Danach wurde er Direktor des Max Ernst Museum Brühl des LVR sowie Geschäftsführer der Stiftung Max Ernst. Achim Sommer kuratierte zahlreiche Ausstellungen, publizierte Beiträge und Ausstellungskataloge und wirkte in wissenschaftlichen Gremien und Kunstjurys mit. Zum 1. September 2022 trat er seinen Ruhestand an.

## Veröffentlichungen (Auswahl)
- Curth Georg Becker: 1904–1972; Biographie und stilkritische Werkanalyse. Gessler, Friedrichshafen 1992, ISBN 978-3-922137-86-3 (Dissertation)
- The World of Tim Burton, Ausstellungskatalog / Max Ernst Museum Brühl des LVR, 16.08.2015–3.01.2016, Brühl, Hatje Cantz Verlag [2015], ISBN 978-3-7757-4029-6
- Jaume Plensa – Die innere Sicht, Ausstellungskatalog / Max Ernst Museum Brühl des LVR, 04.09.2016 – 15.01.2017, Brühl, Wienand Verlag, Köln [2016], ISBN 3-86832-360-0
- Miró – Welt der Monster: Werke der Fondation Maeght. Ausstellungskatalog / Max Ernst Museum Brühl des LVR, 03.09.2017 – 28.02.2018, Brühl, Wienand Verlag, Köln [2017], ISBN 978-3-86832-410-5
- Joana Vasconcelos – Maximal. Ausstellungskatalog / Max Ernst Museum, 07.04.–04.08.2019, Brühl, Hirmer, München [2019], ISBN 978-3-7774-3332-5
- Mœbius, Ausstellungskatalog / Max Ernst Museum Brühl des LVR, 15.09.2019–29.03.2020, Brühl, Max Ernst Museum [2019], ISBN 978-3-944453-18-7
- Max Beckmann – day and dream: eine Reise von Berlin nach New York. Ausstellungskatalog / Max Ernst Museum Brühl des LVR, 27.09.2020-–8.02.2021, Brühl, Wienand Verlag, Köln [2020], ISBN 978-3-86832-601-7
- Karin Kneffel – Im Augenblick (At the Moment). English / German, Ausstellungskatalog / Max Ernst Museum Brühl des LVR, 01.05.2022–28.08.2022, Brühl, Wienand Verlag, Köln [2022], ISBN 978-3-86832-705-2.

## Belege
1. 1 2  
stadtzauber interviewt  Dr. Achim Sommer Direktor des Max Ernst Museum Brühl des LVR. In: stadtzauber.de. Dezember 2009, abgerufen am 27. Juli 2022.
2. ↑  
Thomas Kliemann: Achim Sommer ist neuer Chef des Brühler Max-Ernst-Museums. In: General-Anzeiger Bonn. 27. Januar 2006, abgerufen am 27. Juli 2022.